# Rafer Johnson

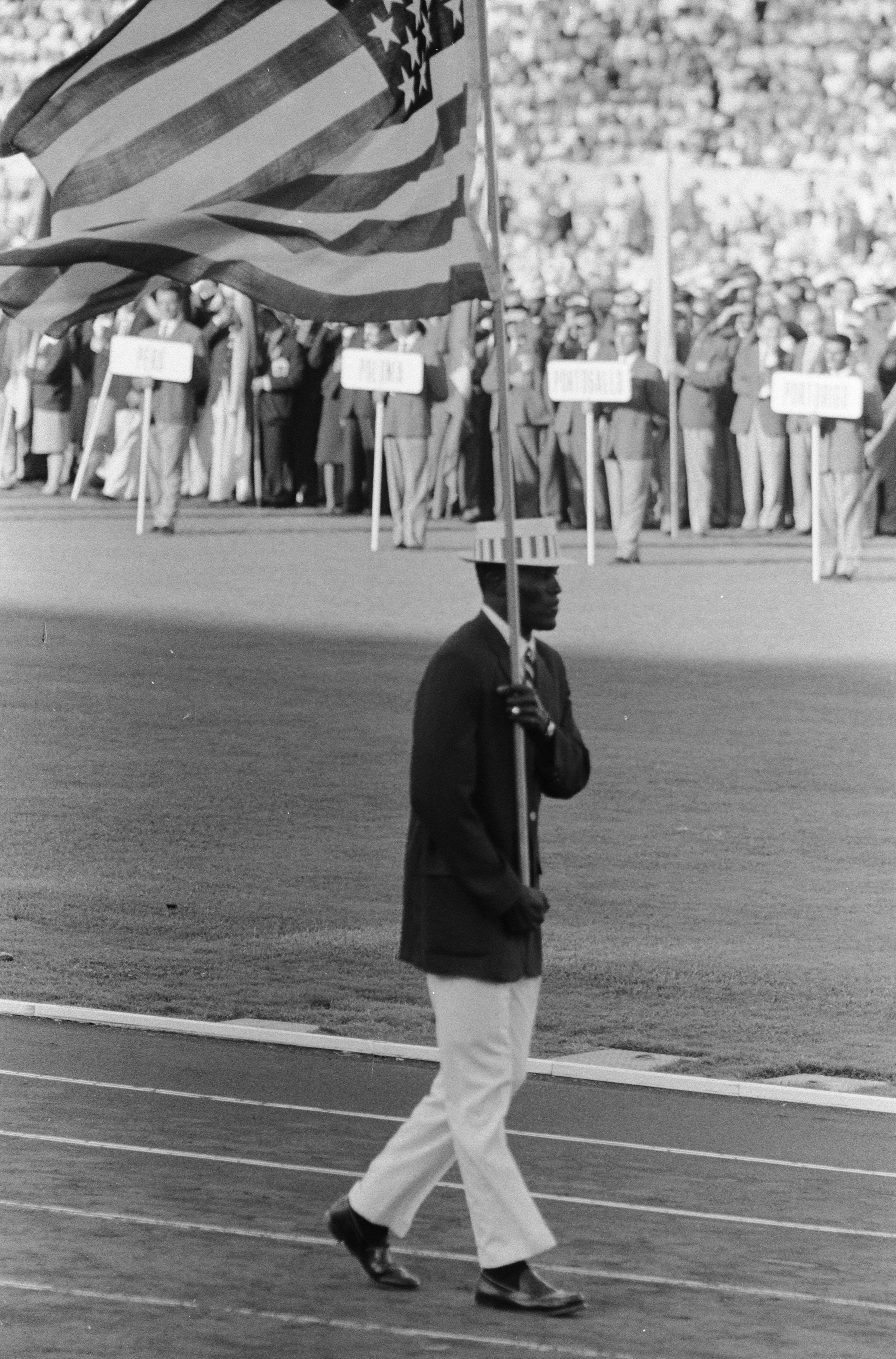
Rafer Johnson als vlaggendrager in Rome (1960)

Rafer Lewis Johnson (Hillsboro (Texas), 18 augustus 1935  - Sherman Oaks, 2 december 2020) was een Amerikaanse tienkamper, olympisch kampioen en drievoudig Amerikaans kampioen. Hij verbeterde voorts driemaal het wereldrecord op dit zwaarste onderdeel van de moderne baanatletiek. Hij nam tweemaal deel aan de Olympische Spelen waar hij, naast de gouden, ook nog een zilveren medaille aan overhield. In zijn gehele loopbaan nam hij deel aan elf tienkampen, waarvan hij er negen won.

## Biografie

### Eerste tienkampen als highschoolleerling
Johnson verhuisde op zijn negende met zijn familie van zijn geboorteplaats Hillsboro naar Kingsburg in Californië, waar de Johnsons een tijd lang de enige gekleurde familie in de stad waren. Op de middelbare school bleek Rafer een veelzijdige atleet, die actief was in rugby, honkbal en basketbal. Op zijn zestiende werd hij een keer door zijn coach Murl Dodson meegenomen naar Tulare, 40 kilometer verderop, waar Bob Mathias, de olympische kampioen op de tienkamp van 1948, deelnam aan de olympische selectiewedstrijd voor tienkampers voor de Spelen van 1952. Hierdoor raakte hij geïnspireerd in de atletiek, temeer omdat hij na afloop vaststelde dat hij de meeste van de atleten die hij aan het werk had gezien, had kunnen verslaan.
Enkele weken later nam hij deel aan zijn eerste tienkamp, voor speciaal hiervoor uitgenodigde highschoolleerlingen. Hij won hem gelijk, net als de tienkampen die in 1953 en 1954 voor highschoolleerlingen uit heel Californië werden georganiseerd.

### Eerste wereldrecord
In 1954 was Johnson inmiddels eerstejaars student aan de Universiteit van Californië - Los Angeles, toen hij deelnam aan zijn vierde tienkamp; zijn vooruitgang bleek indrukwekkend. Met een totaal van 7985 punten verbeterde hij het wereldrecord van 7885 punten van zijn grote voorbeeld Bob Mathias, die dit record had gevestigd tijdens de Olympische Spelen van 1952 in Helsinki.
In 1955 won hij vervolgens ook de tienkamp op de Pan-Amerikaanse Spelen in Mexico.

### Olympisch kampioen
Vier jaar later, bij de Spelen in Rome, vocht hij een heroïsch gevecht uit met de Taiwanees Yang Chuan-Kwang, tevens studiegenoot in Los Angeles en trainingsmaatje. Tegen de verwachting in wist Johnson tijdens de 1500 m zijn voorsprong te behouden en het goud te winnen. In deze wedstrijd eindigde de Nederlander Eef Kamerbeek als vijfde.

### Carrière na atletiekloopbaan
Na Rome beëindigde Johnson zijn sportcarrière. Hij werd atletiekverslaggever en trad in enkele speelfilms op. In 1968 was hij actief in de campagne van Robert F. Kennedy. Hij was aanwezig in het Ambassador Hotel, toen Kennedy werd vermoord en wist met enkele anderen de moordenaar Sirhan Sirhan te overmeesteren. Zestien jaar later viel Johnson de eer te beurt de olympische vlam te ontsteken tijdens de openingsceremonie van de Olympische Spelen van 1984.

## Titels
- Olympisch kampioen tienkamp - 1960
- Pan-Amerikaanse Spelen kampioen tienkamp - 1955
- Amerikaans kampioen tienkamp - 1956, 1958, 1960

## Persoonlijke records
| Onderdeel            | Prestatie      | Datum       | Plaats |
| -------------------- | -------------- | ----------- | ------ |
| 100 m                | 10,3           | 1957        |        |
| 220 yd               | 21,0           | 1956        |        |
| 400 m                | 47,9           | 1956        |        |
| 110 m horden         | 13,8           | 1956        |        |
| hoogspringen         | 1,89           | 1955        |        |
| polsstokhoogspringen | 4,09           | 1960        |        |
| verspringen          | 7,76           | 1956        |        |
| kogelstoten          | 16,75          | 1958        |        |
| discuswerpen         | 52,50          | 1960        |        |
| speerwerpen          | 76,73          | 1960        |        |
| tienkamp             | 8683 p (ex-WR) | 9 juli 1960 | Eugene |

## Palmares

### tienkamp
- 1955:  Pan-Amerikaanse Spelen - 6994 p
- 1956:  Amerikaanse kamp. - 6873 p
- 1956:  OS - 7587 p
- 1958:  Amerikaanse kamp. - 7754 p
- 1960:  Amerikaanse kamp. - 8683 p (WR)
- 1960:  OS - 8392 (OR)

## Onderscheidingen
- Sports Illustrated Sportsman of the Year - 1958
- James E. Sullivan Award - 1960

1904: Tom Kiely ·
1912: Jim Thorpe ·
1920: Helge Løvland ·
1924: Harold Osborn ·
1928: Paavo Yrjölä ·
1932: James Bausch ·
1936: Glenn Morris ·
1948: Bob Mathias ·
1952: Bob Mathias ·
1956: Milt Campbell ·
1960: Rafer Johnson ·
1964: Willi Holdorf ·
1968: Bill Toomey ·
1972: Nikolaj Avilov ·
1976: Bruce Jenner ·
1980: Daley Thompson ·
1984: Daley Thompson ·
1988: Christian Schenk ·
1992: Robert Změlík ·
1996: Dan O'Brien ·
2000: Erki Nool ·
2004: Roman Šebrle ·
2008: Bryan Clay ·
2012: Ashton Eaton ·
2016: Ashton Eaton ·
2020: Damian Warner ·
2024: Markus Rooth
- Gemeinsame Normdatei: 173852297
- World Athletics: 14346010
- International Standard Name Identifier: 0000 0000 3747 805X
- Library of Congress Control Number: n98016231
- Nationale Bibliotheek van Israël: 987007424976205171
- Virtual International Authority File: 14080574
- WorldCat: E39PBJfx6DQWCqYfghmDPvqWjC